# Белгија на Европском првенству у атлетици у дворани 2017.
Белгија је учествовала на 34. Европском првенству у дворани 2017 одржаном у Београду, Србија, од 3. до 5. марта. Ово је тридесет четврто Европско првенство у атлетици у дворани од његовог оснивања 1970. на којем је Белгија учествовала, односно учествовала је на свим првенствима до данас. Репрезентацију Белгије представљало је 9 спортиста (7 мушкараца и 2 жене) који су се такмичили у 5 дисциплина (3 мушких и 2 женске).
На овом првенству Белгија је била осма по броју освојених медаља са 2 медаље (једна златна и једна сребрна). У табели успешности према броју и пласману такмичара који су учествовали у финалним такмичењима (првих 8 такмичара) Белгија је са 3 финалиста заузела 17. место са 17 бодова, од 36 земаља које су имале представнике у финалу. Укупно је учествовало 49 земаља.
| Пл. | Земља   | 1. место | 2. место | 3. место | 4. место | 5. место | 6. место | 7. место | 8. место | Бр. фин. Бод. |
| --- | ------- | -------- | -------- | -------- | -------- | -------- | -------- | -------- | -------- | ------------- |
| 14. | Белгија | 1 - 8    | 1 - 7    | –        | –        | –        | –        | 1 – 2    | –        | 3 - 17        |

Представници Белгије оборили су национални рекорд (мушка штафета 4 х 400 м) 3:06,57 који је уједно био и Европски рекорди у атлетици у дворани, Рекорди европских првенстава у атлетици у дворани и најбољи светски и европски резултат сезоне. Поред овог успеха постављена су и 4 лична рекорда и 3 најбоља лична резултата сезоне.

## Учесници
| Мушкарци: - Јан ван ден Брок — 800 м - Дилан Борле — 4 х 400 м - Жонатан Борле — 4 х 400 м - Кевин Борле — 4 х 400 м - Жилијен Ватрен — 4 х 400 м - Робин Вандербемден — 4 х 400 м - Нилс Питомвилс — Седмобој | Жене: - Ан Загре — 60 м препоне - Нафисату Тијам — Петобој |  |

## Освајачи медаља (2)

### Злато (1)
- Нафисату Тијам — Петобој

### Сребро (1)
- Робин Вандербемден, Жилијен Ватрен, 
 Кевин Борле, Дилан Борле — 4 х 400 м

## Резултати

### Мушкарци
| Атлетичар                                                    | Дисциплина | Лични рекорд | Квалификације | Квалификације | Полуфинале           | Полуфинале           | Финале               | Финале  | Детаљи |
| Атлетичар                                                    | Дисциплина | Лични рекорд | Резултат      | Место         | Резултат             | Место                | Резултат             | Место   | Детаљи |
| ------------------------------------------------------------ | ---------- | ------------ | ------------- | ------------- | -------------------- | -------------------- | -------------------- | ------- | ------ |
| Јан ван ден Брок                                             | 800 м      | 1:47,19      | 1:50,43       | 3. у гр. 3    | Није се квалификовао | Није се квалификовао | Није се квалификовао | 17 / 24 |        |
| Робин Вандербемден, Жилијен Ватрен, Кевин Борле, Дилан Борле | 4 х 400 м  | 3:02,87 НР   |               |               |                      |                      | 3:07,80              |         |        |

#### Седмобој
| Дисциплина   | Нилс Питомвилс | Нилс Питомвилс | Нилс Питомвилс | Нилс Питомвилс | Нилс Питомвилс | Нилс Питомвилс |
| Дисциплина   | Лич. рек.      | Рез.           | Бод.           | Плас.          | Укупно бод.    | Пласман        |
| ------------ | -------------- | -------------- | -------------- | -------------- | -------------- | -------------- |
| 60 м         | 7,18           | 7,22           | 806            | 14.            | 806            | 14.            |
| Скок удаљ    | 7,23           | 7,12 ЛРС       | 842            | 11.            | 1.648          | 12.            |
| Бацање кугле | 13,96          | 13,83 ЛРС      | 718            | 12.            | 2.366          | 13.            |
| Скок увис    | 1,99           | 2,04 ЛР        | 840            | 5.             | 3.206          | 13.            |
| 60 препоне   | 8,10           | 8,31           | 905            | 13.            | 4.111          | 13.            |
| Скок мотком  | 5,40           | 5,40           | 1.035          | 2.             | 5.146          | 7.             |
| 1.000 м      | 2:43,01        | 2:45,35        | 815            | 11.            | 5.961          | 7.             |
| Укупно       | 5.966          | -              |                |                | 5.961          | 7 / 14 (16)    |

### Жене
| Атлетичарка | Дисциплина   | Лични рекорд | Квалификације    | Квалификације    | Полуфинале            | Полуфинале            | Финале                | Финале                | Детаљи |
| Атлетичарка | Дисциплина   | Лични рекорд | Резултат         | Место            | Резултат              | Место                 | Резултат              | Место                 | Детаљи |
| ----------- | ------------ | ------------ | ---------------- | ---------------- | --------------------- | --------------------- | --------------------- | --------------------- | ------ |
| Ан Загре    | 60 м препоне | 7,98         | Дисквалификована | Дисквалификована | Није се квалификовала | Није се квалификовала | Није се квалификовала | Није се квалификовала |        |

#### Петобој
| Дисциплина   | Нафисату Тијам | Нафисату Тијам | Нафисату Тијам | Нафисату Тијам | Нафисату Тијам     | Нафисату Тијам |
| Дисциплина   | Лич. рек.      | Резултат       | Бод.           | Плас.          | Укупно             | Плас.          |
| ------------ | -------------- | -------------- | -------------- | -------------- | ------------------ | -------------- |
| 60 м препоне | 8,37           | 8,23 ЛР        | 1.077          | 1.             | 1.077              | 1.             |
| Скок увис    | 1,94           | 1,96 РЕПв, ЛР  | 1.184          | 1.             | 2.261              | 1.             |
| Бацање кугле | 15,35          | 15,29          | 880            | 1.             | 3.141              | 1.             |
| Скок удаљ    | 6,51           | 6,37 ЛРС       | 965            | 3.             | 4.106              | 1.             |
| 800 м        | 2:21,18        | 2:24,44        | 764            | 14.            | 4.870              | 1.             |
| Петобој      | 4.678          |                |                |                | 4.870 СРС, ЕРС, ЛР |                |